# Bart Claessen
Bart Claessen, znany również jako Barthezz, Stereoshaker oraz Who.Is (ur. 22 stycznia 1980 w Asten) – holenderski DJ.
Działalność muzyczna Barta Claessena zaczęła się w 1989 od studia nagrań na strychu swojego domu. Po ukończeniu szkoły średniej zaczął studiować technologię muzyki w Szkole Artystycznej w Utrechcie, a 23 kwietnia 2001 roku wydał swoją pierwszą produkcję „On the Move” pod pseudonimem Barthezz, która zajęła czołowe miejsce w różnych rankingach w ponad 10 krajach, uzyskało nominację do dwóch holenderskich nagród The Music Factory i osiągnęło prawie 150 tysięcy nakładu w samych Niemczech.
Druga jego produkcja – „Infected” odniosła podobny sukces, a później nastąpiła długa przerwa w karierze artysty, zaś po powrocie Bart zadecydował wydawać swoje produkcje pod prawdziwym nazwiskiem – pierwszym takim nagraniem była „Persona Non Grata”, które przyjęło się bardzo dobrze, jednakże bardziej znaczący okazał się utwór „Playmo” z 2005 roku. Później „When Morning Comes”, który był promowany przez gwiazdy sceny muzycznej.

## Single
- 2001: On the Move (jako Barthezz)
- 2001: Infected (jako Barthezz)
- 2002: Rock ’n’ Roll (jako Stereoshaker)
- 2004: Persona Non Grata
- 2005: Playmo
- 2006: When Morning Comes
- 2007: First Light
- 2008: Madness (z Dave'em Schiemannem)
- 2008: Stringer (z Rivą)
- 2010: 90 Nights Of Summer / Elf
- 2010: Hartseer
- 2010: We.Are (jako Who.Is)
- 2010: If I Could (z Susaną)
- 2011: The Man Who Knew Too Much (z Martensem)
- 2011: Cryptanalysis (jako Who.Is)
- 2011: El Dorado (z Martensem)